# Thiago dos Santos Costa
Thiago dos Santos Costa (sinh ngày 28 tháng 2 năm 1983) là một cầu thủ bóng đá người Brasil.

## Sự nghiệp câu lạc bộ
Thiago dos Santos Costa đã từng chơi cho Ehime FC.

## Thống kê câu lạc bộ

### J.League
| Đội       | Năm       | J.League | J.League | J.League Cup | J.League Cup | Tổng cộng | Tổng cộng |
| Đội       | Năm       | Trận     | Bàn      | Trận         | Bàn          | Trận      | Bàn       |
| --------- | --------- | -------- | -------- | ------------ | ------------ | --------- | --------- |
| Ehime FC  | 2009      | 13       | 0        | -            | -            | 13        | 0         |
| Tổng cộng | Tổng cộng | 13       | 0        | 0            | 0            | 13        | 0         |